# Сотворение мира (фестиваль)
Сотворение мира (англ. The Creation of Peace, тат. Тынычлыкның яратылышы) — российский летний фестиваль живой музыки, проходивший на открытом воздухе. Впервые состоялся 30 августа 2008 года и проводился до 2012 года.
Первые четыре фестиваля были проведены в Казани, а пятый — в Перми. Количество зрителей в Казани колеблется от 180 тыс. человек до 300 тыс. Последняя цифра — на совести Роба Бозаса, продюсера проектов Питера Гэбриэла, который заявил, что «на фестивале „Рок в Рио“, с которого он только что приехал, официально было 250000 зрителей, но здесь, безусловно, больше».
В Перми зрителей было всего около 20 000, что организаторы расценили как провал.

## Время и место проведения
Время:
- 2008: 12:00—22:00, 30 августа — в день Республики Татарстан и день города Казани.
- 2009: 13:00—23:30, 27 июня — в российский день молодёжи.
- 2010: 13:00—23:00, 26 июня — в Международный день борьбы со злоупотреблением наркотическими средствами и их незаконным оборотом и международный день борьбы с пытками.
- 2011: 12:30—23:30, 25 июня — вместе с празднованием казанского Сабантуя.
- 2012: 12:00—23:00, 30 июня.

C 2010 года организаторы решили проводить фестиваль ежегодно в последнюю субботу июня. Таким образом, «Сотворение мира — 2012» прошло 30 июня 2012 года. Проведение «Сотворения мира — 2013», ожидавшееся 29 июня 2013 года, было отменено из-за отсутствия финансирования.
Место:
- В Казани (2008—2011): площадь Тысячелетия (бывшая Ярмарочная). Две параллельные концертные площадки располагаются под стенами Казанского кремля.
- В Перми (2012): Эспланада. Площадь перед театром «Театр».

## Символика, идея фестиваля
Президент фестиваля «Сотворение мира» Андрей Макаревич пояснил значение логотипа фестиваля: если военный бомбардировщик перекрыть воздушным шариком, то в результате получится знак, обозначающий мир.
Уже первый фестиваль назвали слётом пацифистов, так как «исполнителей разных национальностей объединяет не только сцена, но и идея жизни без войны».
По словам организаторов:

Идея Фестиваля возникла при осознании того, что наш мир сегодня столкнулся с новой волной межэтнических и религиозных противоречий, и мы все должны искать новые, нетрадиционные пути поиска партнерства и взаимопонимания.
История, как недавняя, так и весьма глубокая, подсказывает, что музыканты гораздо легче находят общий язык и преодолевают цивилизационные предрассудки, чем даже спортсмены и представители других направлений культуры и общественной жизни.

По идее организаторов название «Сотворение Мира» должно отражать оба значения слова «мир». В рамках Фестиваля на одной сцене должны встречаться, как граждане не слишком дружественных стран, например, Сербии и Хорватии, или Израиля и Палестины, так и представители различных религий, и даже различных музыкальных жанров и школ.

## Проведение фестиваля

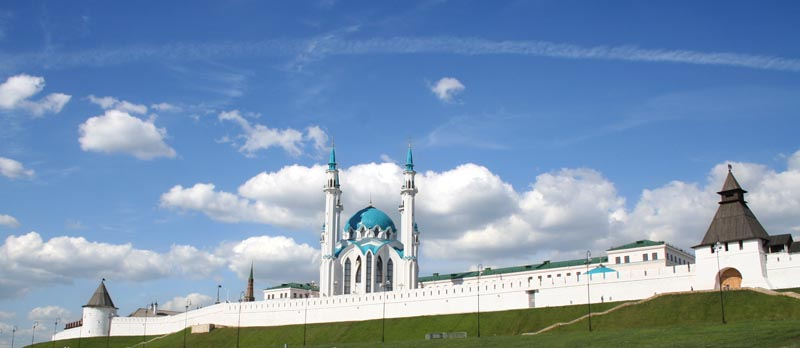
Летний вид с площади Тысячелетия на Казанский кремль и Кул-Шариф

- Председатель Оргкомитета — Мэр Казани Ильсур Метшин.
- Президент Фестиваля — Андрей Макаревич
- Автор идеи и Генеральный продюсер — Сергей Миров
- Артдиректор — Александр Чепарухин
- Технический Директор — Михаил Капник.

Для проведения основного концерта на площади Тысячелетия формируют 4 отдельные зоны для зрителей фестиваля: общая зона; специальная гостевая фан-зона, куда пропускают только гостей, зарегистрировавшихся заранее на сайте фестиваля; зона для представителей прессы; и VIP-зона, внутри которой предусмотрены специальные места для зрителей с ограниченными физическими возможностями.
Постоянными ведущими фестиваля являются Ксения Стриж и Сева Новгородцев.
Заключительным номером фестивалей является джем-сейшн, на котором все участники поют одну из известных песен («All You Need Is Love» группы «The Beatles» на первых трёх фестивалях, «With a Little Help from My Friends» на четвёртом, «Stand by Me» на пятом). После чего производится финальный праздничный салют.

### 2008
Первый фестиваль открыл грузино-осетинский джазовый дуэт (джазовые певицы — грузинка Этери Бериашвили и осетинка Ирина Томаева, несмотря на начавшуюся войну, согласились выступить вместе).
Одним из первых участников стала группа White Flag, в которой вместе поют евреи и арабы из сектора Газа.
В течение дня в режиме нон-стоп выступили 27 коллективов, среди которых — «Аквариум» (в расширенном составе: с музыкантами из Ирландии, Индии и Англии), «ДахаБраха», «Машина времени», команды Патти Смит, Земфиры, Адриана Белью.
Впервые за продолжительное время удалось собрать большую часть состава группы King Crimson. Её участники разных лет выступили на концертах «King Crimson Project», «Adrian Belew Power Trio» и «Tony Levin Band».
Патти Смит помимо своих песен спела также известную песню группы Nirvana «Smells Like Teen Spirit». Вместе с Земфирой они спели дуэтом «Everybody hurts», песню группы R.E.M.
Основной жанр звучавших произведений — психоделический рок. Также помимо исполнения популярного рока и джазовых композиций заметно доминировала этническая музыка.
Фестиваль получил премию «Степной волк»-2009.
Участники:
1. Ирина Томаева (Северная Осетия, Россия)
2. Этери Бериашвили (Грузия)
3. Ришад Шафи и Гюнеш (Россия — Туркмения — Германия — Индия)
4. White Flag (Израиль — Палестина)
5. Nina Nastasia (США)
6. Geoffrey Oryema (Уганда — Франция)
7. Зуля Камалова (Татарстан, Россия — Австралия)
8. Сергей Старостин (Россия)
9. Инна Желанная (Россия)
10. Даха-Браха (Украина)
11. Хуун-Хуур-Ту (Тува, Россия)
12. Justin Adams/Juldeh Camara + Triaboliques (Англия — Гамбия)
13. Mystery Juice (Шотландия)
14. Энвер Измайлов (Украина)
15. Faiz Ali Faiz (Пакистан)
16. Keith Emerson Band (Англия — США)
17. Jukebox Trio (Татарстан, Россия)
18. Fairport Convention (Англия)
19. Аквариум (Россия — Англия — Ирландия — Индия)
20. KTU — Trey Gunn, Kimmo Pohjonen, Pat Mastelotto (США — Финляндия)
21. Eddie Jobson (США)
22. Tony Levin Band (США)
23. Adrian Belew Power Trio (США)
24. King Crimson Project (Англия)
25. The Future Sound Of London’s psychedelic supergroup — the Amorphous Androgynous (Англия)
26. Машина Времени (Россия)
27. Патти Смит (США)
28. Земфира (Россия)

### 2009
В 2009 году было принято решение провести фестиваль в конце июня, то есть через 10 месяцев после первого. Причём, решено было не повторяться и пригласить новые музыкальные коллективы.
Помимо выступления таких известных в России музыкантов и групп, как Юрий Шевчук («ДДТ»), Илья Лагутенко («Мумий Тролль»), на фестиваль был приглашён Ману Чао, совершающий в июне концертный тур по России и Франции (Санкт-Петербург, Москва, Казань, Париж).
Особый акцент в этот раз был сделан на выступлении большого числа местных казанских артистов. Также участие в концерте приняли коллективы из Белоруссии, Украины, Грузии, Хорватии, Сербии, Боснии, Болгарии, Англии, Пакистана, Индии.
Музыканты почтили память Майкла Джексона — в небо были выпущены воздушные шары: чёрного и белого цветов. Такой жест сделан в честь короля поп-музыки, «который был чёрным, но мечтал стать белым».
По дороге в аэропорт автомобиль с группой Бориса Ковача попал в аварию; получившие травмы музыканты не смогли приехать в Казань.
На фестиваль приехала группа «Вопли Видоплясова», что вызвало возмущение на Украине, так как лидер группы — Олег Скрипка — являлся инициатором украинского этно-фестиваля «Страна Грёз», проходившего в то же время.
Гостьей фестиваля стала актриса Чулпан Хаматова. Заметив её среди зрителей, организаторы пригласили её выступить со сцены.
Порядок при проведении фестиваля обеспечивали 2000 милиционеров. Бюджет фестиваля составил около одного миллиона долларов США.
Участники:
1. Мураками (Казань, Татарстан, Россия)
2. Pulse of Reason (Казань, Татарстан, Россия)
3. Медвежий угол (Казань, Татарстан, Россия)
4. Кхоол Жингел (Казань, Татарстан, Россия)
5. Радик Салимов (Казань, Татарстан, Россия)
6. РаДжай (J. People) (Казань, Татарстан, Россия) и Андрей Макаревич
7. Оберег (Казань, Татарстан, Россия)
8. Мубай (Казань, Татарстан, Россия)
9. Treya (Новинки, Белоруссия)
10. Анжела Манукян (Москва, Россия)
11. Звента-Свентана (Казань-Москва, Россия)
12. Татьяна Зыкина (Ижевск, Удмуртия, Россия)
13. Алексей Архиповский (Москва, Россия)
14. Булат Гафаров (Москва, Россия)
15. Маша и Медведи (Краснодар, Россия)
16. Дарко Рундек Трио (Хорватия)
17. Борис Ковач и La Campanella (Сербия)
18. Kultur Shock (США — Босния и Герцеговина — Болгария)
19. Нино Катамадзе и группа Insight (Батуми, Грузия)
20. The Rifles (Англия)
21. Вопли Видоплясова (Киев, Украина)
22. Fun-Da-Mental (Англия-Пакистан-Индия)
23. Мумий Тролль (Владивосток, Россия)
24. Ману Чао Radio Bemba Sound System (Франция — Испания)
25. ДДТ (Санкт-Петербург, Россия)

### 2010
24 февраля 2010 года стало известно, что фестивалю будет посвящён шестой эпизод цикла «RockRoad» латиноамериканского продюсера Марсело Карбаллара; в «Сотворения мира-2010» будет участвовать одна из самых популярных в Латинской Америке групп — мексиканский коллектив «Molotov». Это первый официально заявленный участник предстоящего фестиваля.
8 апреля генеральный продюсер фестиваля Сергей Миров сообщил о дате проведения фестиваля — 26 июня 2010 года. Место то же — Площадь Тысячелетия в Казани. Он отметил, что окончательно бюджет фестиваля пока не утверждён, с некоторыми зарубежными коллективами ещё ведутся переговоры. Точно будут участвовать: мексиканский «Molotov»; «Dissidenten» — совместный германо-марокканский проект; «Farafina» из Буркина-Фасо.
Также генпродюсер «Сотворения мира» отметил, что в этом году фестиваль живой музыки проходит с «уральским акцентом»: из-за выступления групп «Чайф», «Глеб Самойлоff & The Matrixx». В качестве специального события — возрождение легендарной группы «Трек», в которой солисткой начинала Настя Полева. Помимо этого своё участие подтвердили украинский коллектив «Океан Эльзы» и российский «Сплин». Кроме того, на фестивале будет представлено несколько рок-коллективов из Казани, в том числе, «Дом Кукол».
Как сообщили организаторы, об участии в следующем фестивале велись переговоры с Полом Маккартни, который отклонил приглашение на 2010 год из-за гастрольного графика.
Участники:
1. Jai Aka DJArt, Государственный хор Республики Татарстан, Jive (Казань)
2. Эссе (Набережные Челны)
3. Play! (Пермь)
4. Love-fine (Казань)
5. Упалинаушиs (Пермь)
6. Дом Кукол (Казань)
7. Azat (Казань)
8. Morozova (Москва)
9. Павел Фахртдинов Сотоварищи (Москва)
10. Борис Ковач (Сербия)
11. Run Run Run (США)
12. Dissidenten (Германия-Марокко)
13. Глеб Самойлoff & the MATRIXX (Москва)
14. Трек и Настя Полева (Екатеринбург)
15. Markscheider Kunst (Санкт-Петербург), а также Баймурат Аллабериев[12]
16. Farafina (Буркина Фасо)
17. Lætitia Sadier (ex. Stereolab) (Лондон)
18. Blast (Москва-Грузия-Болгария)
19. Zdob şi Zdub (Молдова)
20. Чайф (Екатеринбург)
21. Океан Эльзы (Украина)
22. Molotov (Мексика)
23. Сплин (Санкт-Петербург)

### 2011
22 апреля 2011 года в сервисах Twitter и ВКонтакте появилась информация о первых подтверждённых участниках «Сотворения мира-2011»: «Gogol Bordello» (США), Джон Фогерти (Великобритания) (организаторы предпочли его Эми Уайнхаус), «Амаду и Мариам» (Мали), «Неприкасаемые» (Россия), «БИ-2» (Россия). 23 мая ВКонтакте был опубликован полный список участников.
Накануне фестиваля 24 июня на улице Баумана состоялся благотворительный концерт, на котором выступили некоторые участников фестиваля и все желающие казанские музыканты. Играли музыканты бесплатно, но собирали у зрителей деньги в шляпы и кофр. Эта акция была призвана положить старт деятельности нового благотворительного фонда «Благодарность».

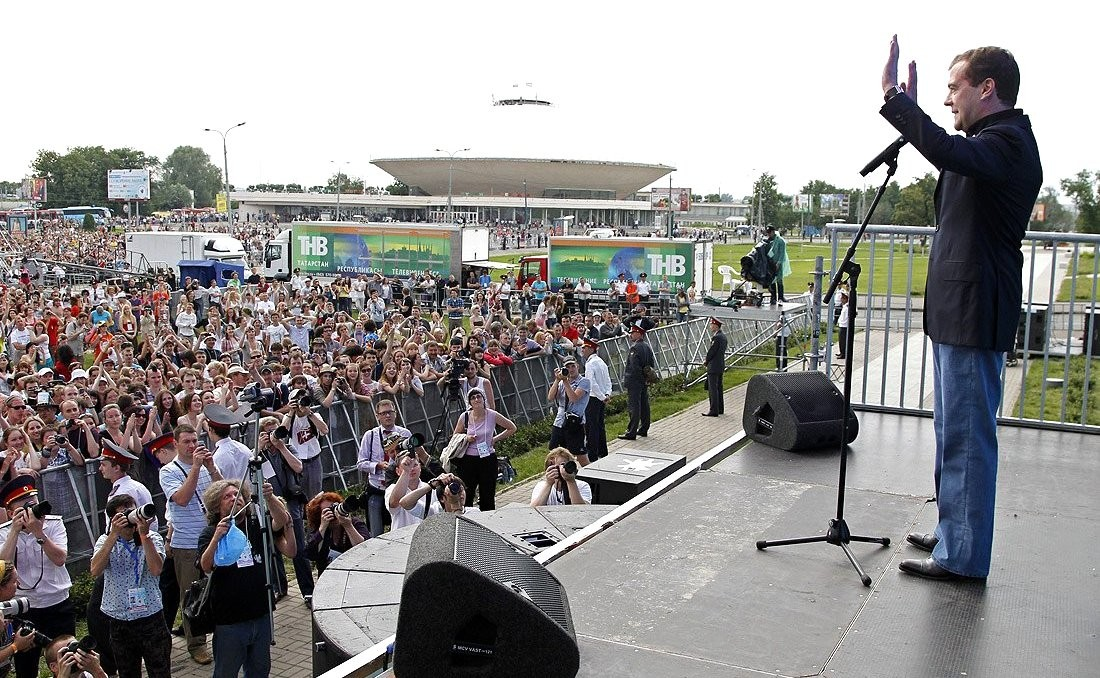
Президент России приветствует гостей фестиваля

В этот день в Казань приехал Президент России Д. А. Медведев, чтобы посетить строящиеся к Летней Универсиаде 2013 года спортивные объекты города, ипподром, а также майдан, где проходило празднование казанского Сабантуя. Он встретился в казанском кремле с президентами Армении и Азербайджана, с которыми провёл переговоры о мирном урегулировании конфликта в Нагорном Карабахе. Президент России был приглашён на фестиваль ещё в октябре 2010 года, когда пообещал оказать его финансовую поддержку Андрею Макаревичу. Во время выступления группы «Gogol Bordello» он вышел на сцену и поблагодарил участников и гостей «Сотворения мира».
Фестиваль начался с исполнения песни Аврил Лавин «Hot» коллективом казанской «Школы рока», а закончился выступлением американского певца и гитариста Джона Фогерти, исполнившего песни группы Creedence Clearwater Revival и другие хиты (например, «Oh, Pretty Woman»). Бывший вокалист панк-группы «Sex Pistols» — Джон Лайдон — выступил в составе возрождённой группы «Public Image Ltd».
Всего на IV-ом «Сотворении мира» в течение почти 11 часов выступили более 200 музыкантов из 12 стран. Освещали фестиваль более 300 журналистов, а обеспечивали его безопасность 1114 полицейских. Фестиваль собрал около 250 тысяч зрителей. Его бюджет составлял около 2,5 миллиона долларов США (один миллион был выделен из федерального бюджета, один — из регионального, и полмиллиона — из городского).
Участники:
1. Школа Рока («Ça Va Bien») (Россия, Казань)
2. Baxtle (Россия, Казань)
3. Feramonz (Россия — Иран)
4. Moon Far Away (Россия, Архангельск)
5. Курара (Россия, Екатеринбург)
6. OYME (Россия, Мордовия)
7. De Temps Antan (Канада)
8. O’queStrada (Португалия)
9. Гайдамаки (Украина)
10. Gangbé Brass Band (Бенин)
11. Hazmat Modine (США)
12. Роман Мирошниченко (Россия/Украина)
13. Женя Любич (Россия, Санкт-Петербург)
14. Cheese people (Россия, Самара)
15. Неприкасаемые (Россия)
16. Gogol Bordello (США — Украина — Россия — Израиль)
17. Оркестр креольского танго и Андрей Макаревич (Россия)
18. Amadou & Mariam (Мали)
19. Ят-ха (Россия, Тува)
20. Public Image Ltd (Великобритания)
21. БИ-2 (Россия — Беларусь — Израиль — Австралия)
22. Джон Фогерти (США)

### 2012
Первым подтверждённым участником «Сотворения мира — 2012» стала самарская группа «Алла Костина», приглашённая в качестве победителя в номинации «Лучшая группа» по итогам первого Поволжского интерактивного фестиваля «Жёлтая Гора — 2011», прошедшего в Саратове осенью 2011 года. 5 апреля 2012 года появилась информация о хедлайнере предстоящего фестиваля — им станет недавно восстановленная американская группа Faith No More. Кроме того, сообщалось об участии квинтета «Remember Shakti» с Джоном Маклафлином. 19 апреля стало известно о том, что на фестивале должна выступить группа «Воскресение».
20 апреля на официальном сайте фестиваля было опубликовано обращение генерального продюсера фестиваля «Сотворение мира» Сергея Мирова к желающим выступить на фестивале, в котором он указывал, что в 2012 году количество присланных альбомов, ссылок, электронных файлов и DVD, направленных организаторам фестиваля, уже перевалило за тысячу. В качестве параметров, по которым исполнители могут заинтересовать оргкомитет «Сотворения мира», им были указаны: «открытие», «позитив», «драйв» и «понимание жанра».
30 апреля промоутер и арт-директор фестиваля Александр Чепарухин сообщил о том, что пятое, юбилейное «Сотворение мира» примет Пермь. Такое решение было принято из-за строительных работ, проводимых в преддверии Летней Универсиады 2013 года на площади Тысячелетия; они связаны со строительством новой транспортной развязки — моста через Казанку и реконструкцией Кремлёвской дамбы. Организаторам фестиваля и властям Казани не удалось найти в столице Татарстана другую площадку для проведения фестиваля, которая бы «соответствовала требованиям безопасности, вместимости, удобства и была бы при этом красивой»; поэтому, согласно договорённости с пермским губернатором О. А. Чиркуновым, фестиваль «Сотворение мира — 2012» должен пройти в рамках фестивального марафона «Белые ночи в Перми — 2012». По словам пресс-секретаря «Сотворения мира» и мэрии Казани Сергея Лобова, фестиваль «Белые ночи» в Перми устраивают те же промоутеры, что и «Сотворение мира», поэтому фестивали в плане организации будут проведены с минимальными потерями. Вопрос о возвращении в будущем «Сотворения мира» в Казань пока не решён.
14 июня было закончено прослушивание заявок на участие в предстоящем фестивале. В категорию «молодые рок-группы» были выбраны дополнительно московская группа «Weloveyouwinona» и пермская синти-рок-группа «Уленшпигель».
Фестиваль состоялся 30 июня на эспланаде перед Пермским академическим Театром-Театром. Кроме того, ряд участников «Сотворения мира — 2012» выступили на фестивале «Rock-Line — 2012», проходившем 29 июня, 30 июня и 1 июля на территории заброшенного пермского аэропорта Бахаревка.
По замыслам организаторов фестиваля его должно было посетить около 70 тысяч человек (вместимость огороженной для зрителей концерта площадки 14 тысяч человек). Однако несмотря на перекрытие движения транспорта по окружающим площадь улицам, и продление работы общественного транспорта до ночи, на мероприятии присутствовало намного меньше зрителей, чем ожидалось. По мнению губернатора Пермского края В. Ф Басаргина, побывавшего на концерте, его малая посещаемость была обусловлена тем, что в городе в течение предшествующего месяца уже состоялись фестивали «Белых ночей». Он также сообщил, что сделает всё, чтобы «Сотворение мира» и далее проходило в Перми.
Бюджет фестиваля был составной: половину оплачивала федеральная казна, а половину — частные инвесторы.
Жители окружающих эспланаду многоэтажных домов подали в мэрию Перми порядка тысячи жалоб на то, что им мешала громкая музыка во время саундчека и концерта.
Подводя итоги фестиваля, его генеральный продюсер Сергей Миров сообщил, что «Сотворение мира — 2012» посетили порядка 20 тысяч человек:

Мы не предавали город Казань, он не предавал нас, просто так сложились обстоятельства, которые сильнее нас. И мы благодарны Перми, что они нас выручили в тяжелейший для нас момент, и теперь у нас есть вторая родина. Мы уже и их предать не можем, и если в следующем году нас захотят и тот и другой город, у нас будет очень большая проблема: будет тендер, и не по деньгам, а по желанию — кому мы больше нужны, с теми мы и останемся.
Участники:
1. Дроздов бэнд (Пермь)
2. Red Elvises (США)
3. Уленшпигель (Пермь)
4. Алла Костина (Самара)
5. Pelado Guru’ (Уругвай — Россия)
6. Weloveyouwinona (Москва)
7. Отзвуки Му (Москва)
8. АВИА (Санкт-Петербург)
9. the Fires on Tongue (Краснокамск)
10. Thalamus (Германия)
11. Скворцы Степанова (Санкт-Петербург)
12. Мегаполис (Москва)
13. Dikanda (Польша)
14. Starship Z (Россия, Татарстан — Австралия — Германия)
15. ДахаБраха + Port Mone (Украина — Белоруссия)
16. Leogun (ex-Mad Dog) (Великобритания)
17. Джон Маклафлин + Remember Shakhti (Великобритания — Индия)
18. Bjørn Berge (Норвегия)
19. Воскресение + Андрей Макаревич (Москва)
20. Faith No More (США)

### 2013 год
3 марта 2013 года генеральный продюсер международного фестиваля «Сотворение мира» Сергей Миров указал, что «Сотворение мира — 2013» почти точно не состоится:

В Казани деньги кончились на много лет вперёд, спорт, понимаете ли… А в другой город пристроить пока не успели.
13 июня координатор фестиваля Елена Шаршак сообщила пермскому интернет-порталу PRM.ru, что «Сотворение мира — 2013» планировалось провести в Казани, но из-за того, что вопрос с финансированием не был решён, проведение фестиваля в этом году было отменено:

99 %, что фестиваль в этом году не состоится. Все предыдущие годы главным спонсором фестиваля было правительство России. Мы до последнего надеялись, что вопрос с финансированием решится, но этого не произошло.